# Castello Beccaria
Il castello Beccaria è una costruzione situata nel comune italiano di Montebello della Battaglia, a 110 m s.l.m., in provincia di Pavia.

## Storia
Il castello fu eretto nel XII secolo, in diversi documenti dal 1259 al 1273 i Delconte risultano i signori di Montebello. Con il declino della famiglia Delconte iniziò il passaggio del feudo sotto l'egida dei Visconti del Ducato di Milano, che nel 1469 insignì la famiglia Beccaria del titolo di Conti di Montebello e che quindi ottenne tutti i possedimenti, compresi i resti del castello, che nel 1472 venne riedificato. Nei primi decenni del XVI secolo apparteneva, oltre che ai Beccaria, anche alla famiglia pavese dei Bellocchio, che lo mantenne per 300 anni.
Nel 1851 Giuseppe Bellocchio vendette, la parte superiore del palazzo, comprendente anche la torre e metà del giardino all'avvocato Ernesto Ghislanzoni, mentre la parte inferiore, con l'altra metà del giardino, fu acquistata dal Comune di Montebello, come Municipio, scuola e abitazione per i dipendenti comunali e nel 1868 la parte comunale venne restaurata su progetto dell'ingegnere Giuseppe Billotta. Nel 1893 vi venne aperto il primo ufficio postale e telegrafico di Montebello.
Nel 1923 la famiglia De Ghislanzoni acquistò la parte del Comune. Nel 1942 la figlia Eugenia lo ereditò, sposatasi con il conte Premoli, diede il via a una serie di ristrutturazioni che lo privarono delle due basse ali che delimitavano il cortile.
Nel 2013 fu acquistato dalla Cpf Immobiliare, con lo scopo di far rivivere il castello come luogo di cultura.

## Struttura
L'edificio realizzato in laterizio, ha pianta rettangolare, è dotato di contrafforti e di un'alta torre all'estremità. Sono individuabili le tracce di un'altra torre, la struttura e stata assai modificata nel tempo, assumendo, soprattutto dopo i restauri seicenteschi, le caratteristiche di una grande casa d'abitazione. Al palazzo è annesso un ampio parco.